# Acanthastrea rotundaflora
Acanthastrea rotundaflora är en korallart som beskrevs av Auguste Jean Baptiste Chevalier 1975. Acanthastrea rotundaflora ingår i släktet Acanthastrea och familjen Mussidae. Inga underarter finns listade i Catalogue of Life.